# Зависно сложене реченице
Зависне реченице у сложеној су реченице које зависе од главне тј. независне и допуњују њен садржај.
Врсте зависно-сложених реченица:
| Врсте                | Везници                                                       |  |
| -------------------- | ------------------------------------------------------------- |  |
| Изричне              | да, како, шта, што                                            |  |
| Односне              | ко, који, чији, какав, колико, што                            |  |
| Месне                | где, куда, одакле, докле, овде, тамо, ту, овамо, онамо        |  |
| Временске            | кад, док, пошто, након што, само што, тек што, откад, до када |  |
| Намерне              | да, како, ли, не би ли                                        |  |
| Узрочне              | јер, зато што, пошто, како, будући да, што                    |  |
| Последичне           | да, те                                                        |  |
| Начинске (поредбене) | како, као што, као да, него што, него да, но што, колико      |  |
| Условне              | ако, да, кад, уколико, ли                                     |  |
| Допусне              | иако, мада, премда                                            |  |